# Іван та кобила
«Іван та кобила» — український художній фільм Володимира Фесенка. Знятий Національно-культурним виробничим центром «Рось» у 1992 році.
У класичний романтичний трикутник додався зовсім несподіваний персонаж — кобила Кася. Галині доводиться вибрати між напористим, діловим Едіком, який постійно намагається пустити мандрівну кобилу на сервелат, і добродушним, романтичним Іваном, який, навпаки, рятує кобилу Касю від усіляких неприємностей.
Дія картини відбувається на фоні Тернополя: став, парк імені Тараса Шевченка, острів «Чайка», гідропарк «Топільче» (тепер — «Сопільче»), вулиця Валова. В фільмі зафіксовано колорит міста початку 1990-х років на межі епох.

## Сюжет
Івану сниться його кохана Галина, але сон виявляється фантазією, що контрастує з реальністю. Галина каже йому, що отримала нову роботу від м'ясника Едіка, котрий вже зробив їй багато подарунків. Несподівано Іван помічає за вікном кобилу та вирішує дорого продати її. Едік потім свариться з Іваном і пропонує йому гроші, щоб той більше не приходив до Галини.
Водячи кобилу містом, Іван зустрічає дівчинку, що називає тварину Касею. Іван відмовляється покатати дівчинку на кобилі навіть за наполяганням її багатого батька-бізнесмена. Ображений бізнесмен наказує своїм посіпакам зв'язати Івана та викинути його потім на вулиці. Навколишні сприймають це як протест, гадаючи, що він означає.
Проте, кобила більше нікому не потрібна. Розуміючи, що тварину треба нагодувати, Іван заходить до їдальні, де все ще працює Галина, та купує декілька обідів. Але кобила не хоче їх їсти, а таке марнотратство дратує Галину. Едік потім вчить Галину бути офіціанткою.
Іван відвідує різні місця Тернополя, та ніде не знаходить місця, де Касі було б добре. Іваном цікавиться міліція, підозрюючи, що Кася крадена. Та коли чоловіку вдається втекти, кобилу хоче здати на м'ясо Едік. Іван рятує тварину, вона біжить через парк, а Едік і його м'ясники переслідують Касю. Галина тим часом розчаровується в своїй новій роботі, коли до неї пристає підстаркуватий клієнт. Кобилу бажають купити цигани. Осідлавши Касю, Іван приєднується до перегонів, де його помічає Галина. Після того, як кобила скидає Івана, він ображається на неї та проганяє, однак, тварина йде за ним.
Зустрівши Івана, Галина каже, що залишиться з ним. Вони їдуть у тролейбусі, дивлячись, як Кася йде слідом. Едік лишається позаду, марно пропонуючи Галині й Івану гроші.

## Актори
- Кобила Кася
- Анатолій Лук'яненко — Едік
- Ірина Дорошенко — Галина
- Андрій Подубинський — Іван
- Андрій Середа — «Браток» Едіка
- Іван Гаврилюк —
- Михайло Ігнатов —
- В. Костюк —
- Людмила Лобза —
- О. Огли —
- Л. Огли —
- Юрій Рудченко — чиновник на «Чайці»
- В'ячеслав Хім'як —
- Оля Лук'яненко —
- Тарас Обухівський —

- В епізодах: Д. Наливайчук, І. Слободський, В. Волков, Т. Уфімцева, І. Складан, Т. Яценко, В. Цибулько, А. Бобровський, Б. Стецько, С. Синьов, О. Царьков, І. Сачко, М. Ткачов, А. Калина, М. Карп'юк, М. Данчук, І. Андріанова, П. Мрига, О. Коваль, Й. Найдук, М. Ластівка, В. Макаров.

- Каскадери: М. Сисоєв, О. Горбачов, В. Севастяніхін, М. Єгєрєв, А. Жуков, В. Щигорець.

## Знімальна група
- Автор сценарію: Богдан Жолдак
- Режисер-постановник: Володимир Фесенко
- Оператор-постановник: Олександр Мазепа
- Художник-постановник: Петро Слабинський
- Композитор: Володимир Гронський
- Звукооператор: О. Вельямінов
- Монтажер: І. Волкова
- Консультант: Я. Жовнірчик
- Режисер: А. Згерський
- Оператор: Ю. Біденко
- Костюми: Т. Цой
- Грим: Л. Карпухіна
- Художник-декоратор: С. Жуков
- Режисерська група: І. Островська, Л. Чупіс, І. Ворона
- Операторська група: Ю. Метальов, О. Дєдов
- Адміністративна група: І. Ларіна, Т. Мальована, Й. Найдук, А. Камінська
- Корекція кольору: А. Кучаківської
- Редактор: Олег Мартіян
- Директори картини: Сергій Чаленко

## Музичне оформлення
У фільмі звучать пісні гурту «Кому Вниз» та Володимира Гронського на слова Володимира Цибулька, Івана Малковича.
Грає симфонічний оркестр України, диригент — Володимир Сіренко.